# Fiche S
Als Fiche S ([fɪʃ ʔɛs], deutsch „Karteikarte S“) wird ein Eintrag in der Gefährder-Datenbank der französischen Sicherheitsbehörden bezeichnet. Das „S“ steht für Sûreté de l’État (deutsch „Staatssicherheit“). Die Fiches S werden hauptsächlich durch den Inlandsgeheimdienst Direction générale de la sécurité intérieure (DGSI, deutsch „Generaldirektion für Innere Sicherheit“) angelegt.

## Funktion
In Frankreich ist eine Fiche S ein Indikator, der von Strafverfolgungsbehörden verwendet wird, um eine Person zu identifizieren, die als ernsthafte Bedrohung der nationalen Sicherheit betrachtet wird. Die Fiches S sind in verschiedene Kategorien unterteilt, die durch Zahlen gekennzeichnet sind, die von „S1“ bis „S16“ reichen. Die Kategorisierung entspricht nicht der Einstufung der „Gefährlichkeit“ einer Person, sondern bestimmt eher die Maßnahmen, die durch die Polizei ergriffen werden müssen, wenn sie eine Person kontrolliert, für die eine Fiche S vorliegt. 
Die Informationen aus den Fiches S werden auch ins Schengener Informationssystem übermittelt, über das Sicherheitsbehörden in den europäischen Partnerländern Frankreichs darauf zugreifen können.

## Allgemeine Fahndungsdatei
Die Fiches S sind eine Kategorie von Einträgen im allgemeinen französischen Fahndungsregister (französisch Fichier des personnes recherchées, FPR), einer seit 1969 bestehenden Computerdatei. Sie unterliegt der Verantwortung des Innenministeriums und umfasst 21 Kategorien.
Mit Ausnahme der Kategorien J und PJ (gerichtlich angeordnete Fahndung (recherches de police judiciaire)), in denen Personen erfasst sind, die von Polizei oder Justiz gesucht werden, zieht eine Aufnahme in das FPR keine automatische Fahndung oder Zwangsmaßnahme gegen die erfasste Person nach sich. Dies gilt insbesondere auch für per Fiche S erfasste Personen. Das FPR enthielt Stand 1. November 2010 406.849 Einträge. 
In der Terrorismusverhütungsdatei FSPRT (Fichier pour la prévention et la radicalisation à caractère terroriste, „Datei zur Vorbeugung und Radikalisierung terroristischer Natur“), in der auch Personen erfasst sind, für die keine Fiche S vorliegt, waren am 28. September 2018 20.459 Personen gemeldet, darunter 3.391 Ausländer und 619 Bürger mit Doppelstaatsangehörigkeit.

## Personen mit Fiche S
Der französische Premierminister Manuel Valls berichtete am 24. November 2015, dass es zu 20.000 Menschen in Frankreich eine Fiche S gebe, darunter zu 10.500 für ihre Mitgliedschaft oder ihre angeblichen Verbindungen zur islamistischen Bewegung (Dschihadisten, Salafisten). Stand 14. Dezember 2018 umfasst die Datei 26.000 Personen.
Die übrigen Personen, zu denen eine Fiche S geführt wird, können Terroristen sein (beispielsweise kurdische Arbeiterpartei (PKK), die mit tamilischen Bewegungen verbundene Liga, der militärische Flügel der Hisbollah, Hooligans, d. h. gewalttätige Fußballfans, Mitglieder des Schwarzen Blocks, Rechtsextremisten oder Linksextremisten). In Einträgen vom Typ „Fiche S 14“ sind beispielsweise die aus dem Irak oder Syrien zurückgekehrten Dschihadisten gelistet.
Die Einstufungen unter S1 bis S16 bedeuten „keine Aufmerksamkeit erregen“, über „Sofortige Benachrichtigung an den anfordernden Dienst“, über „Identifizieren der Begleitpersonen“ bis „Fotokopieren von Ausweisdokumenten“. S5 bedeutet, einen Grenzübertritt zu erfassen, jedoch beinhaltet es weder das Durchsuchen des Gepäcks noch die Überwachung des Betreffenden auf französischem Gebiet. Ein und derselbe Verdächtige kann mehrere Einstufungen besitzen, beispielsweise eine gleichzeitige Einstufung in S2 und S10.
Die Fiche S erlaubt die Überwachung einer Person, ist aber nicht zwingend Anlass für eine Festnahme. Alle zwei Jahre werden die Einträge geprüft und gegebenenfalls berichtigt.
Die Schwelle für das Anlegen einer Fiche S ist deutlich niedriger als für die Aufnahme in die deutschen Gefährder-Dateien.